# Clive Revill
Clive Selsby Revill (18. dubna 1930, Wellington, Nový Zéland – 11. března 2025, Los Angeles, USA) byl novozélandský herec, nejvíce známý svými výkony v muzikálech a v představeních na londýnských divadelních jevištích. Působí především v Británii a USA. Jako veterán Royal Shakespeare Company hrál také v mnoha filmech a televizních pořadech.
Byl dvakrát nominován na Cenu Tony: Nejlepší herec v hlavní roli Boba-Le-Hotu v muzikálu Irma La Douce (1961) a nejlepší herec za roli Fagina v muzikálu Oliver! (1963). Byl také nominován na cenu Zlatý glóbus za Nejlepší mužský herecký výkon ve vedlejší roli za svůj výkon v roli ředitele hotelu Carlo Carlucciho ve filmu Billyho Wildera Nebožtíci přejí lásce (Avanti!) (1972). Je také známý pro svou práci s hlasem v celovečerních filmech a seriálech. Svůj hlas propůjčil postavám v animovaných seriálech. Ve filmu Star Wars Impérium vrací úder z roku 1980 propůjčil svůj hlas císaři Palpatinovi v původní anglické verzi. Od nové edice DVD z roku 2004, která obsahuje nové adaptace starých filmů George Lucase je místo Revilla slyšet hlas Iana McDiarmida. V prvních třech epizodách série Batman v roce 1992 namluvil komorníka Alfreda předtím, než postavu převzal Efrem Zimbalist Jr. 

## Životopis
Narodil se ve Wellingtonu na Novém Zélandu jako syn Eleanor May (rozené Neel) a Malet Barford Revilla. Studoval na místní Rongotai College. Ve věku 20 let se poprvé objevil na jevišti v Aucklandu jako Sebastian v komedii Williama Shakespeara  Twelfth Night (Dvanáctá noc / Večer tříkrálový). V roce 1950 se přestěhoval do Londýna a začal studovat herectví na The Old Vic. Poté, co debutoval v roce 1952 na Broadwayi jako Sam Weller v komedii Mr. Pickwick a objevil se v divadelních muzikálech a hrách: Irma La Douce, The Incomparable Max a Oliver!  strávil tři roky v britském Ipswich Repertory.  V letech 1956 až 1958 vystupoval s Royal Shakespeare Company ve Stratfordu. 
Clive Revill má dceru Kate Selsby se svou druhou ženou Suzi Schor. Jeho první ženou byla Valerie Nelson. Žil v Los Angeles, kde také 11. března 2025 zemřel.

## Filmografie (výběr)
- 1956 Reach for the Sky
- 1958 The Horse's Mous
- 1959 The Headless Ghost
- 1965 Bunny Lake Is Missing – role: Andrews
- 1966 Modesty Blaise – role: McWhirter
- 1967 Fathom – role: Serapkin
- 1968 The Shoes of the Fisherman – role: Vukovič
- 1969 The Assassination Bureau – role: Cesare Spado
- 1970 The Private Life of Sherlock Holmes – role: Rogožin
- 1971 Boulevard du Rhum (Rumový bulvár) – role: Lord William Percival Hammond
- 1972 Nebožtíci přejí lásce – role: hotelový ředitel Carlo Carlucci
- 1973 The Legend of Hell House – role: dr. Barrett
- 1974 The Black Windmill – role: Alf Chestermann
- 1978 Columbo (TV seriál), epizoda Conspirators – role: Joe Devlin
- 1980 Deník Anny Frankové (TV film) – role: Dr. Dussel
- 1984 George Washington – role: lord Loudoun
- 1985 To je vražda, napsala (TV seriál), epizoda Murder to a Jazz Beat – role: Jonathan Hawley
- 1986 The Frog Prince – role: král William
- 1987 MacGyver (TV seriál), epizoda D.O.A.: MacGyver – role: Tony Braddock
- 1988 To je vražda, napsala (TV seriál), epizoda Curse of the Daanav – role: Bert Davies
- 1991 Star Trek: The Next Generation (TV seriál), 4. řada, epizoda Qpid – role: Sir Guy z Gisbourne
- 1993 Mořský vlk – role: Cookie Mugridge
- 1995 Dracula: Dead and Loving It – role: Sykes
- 1997 Krok za krokem (TV seriál), 6. řada, epizoda Talking Trash – role: profesor Robert Nesler
- 2002 Crime and Punishment (Zločin a trest) – role: kapitán Zamjotov
- 2005 The Closer (TV seriál), 1. řada, epizoda The Butler Did It – role: Albert Turner
- 2009 Gentlemen Broncos (Divnej týpek) – role: Cletus
- 2016 La reina de España (Španělská královna) – role: John Scott